# 야세노바츠

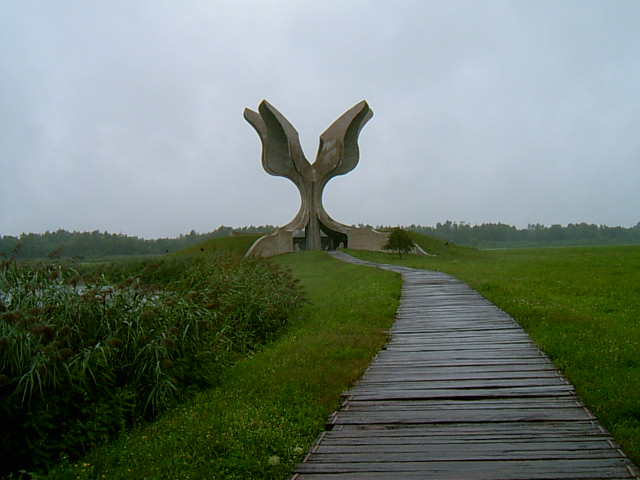
야세노바츠 기념 공원

야세노바츠(크로아티아어: Jasenovac)는 크로아티아 시사크모슬라비나주에 위치한 도시로 인구는 2,391명(2001년 기준)이다. 도시 이름은 크로아티아어로 "재의 나무" 또는 "재의 숲"을 뜻한다.
우나강과 사바강이 합류하는 지점에 위치한다. 제2차 세계 대전 시기에는 우스타샤가 운영한 야세노바츠 강제 수용소가 설치되었는데 이 곳에서 상당수의 유대인, 세르비아인이 학살당했다.